# Philoxerus
Philoxerus là chi thực vật có hoa trong họ Amaranthaceae.